# Erin Gray
Erin Gray, född 7 januari 1950 i Honolulu, Hawaii, är en amerikansk fotomodell och skådespelerska.

## Roller i urval
- 1979 – Rockford tar över (TV-serie)
- 1979–1981 – Rymdhjälten Buck Rogers (TV-serie)
- 1980 – Kärlek ombord (TV-serie)
- 1981 – Magnum (TV-serie)
- 1982 – Simon & Simon (TV-serie)
- 1982–1987 – Silver Spoons (TV-serie)
- 1988 – Mord och inga visor (TV-serie)
- 1990 – Lagens änglar (TV-serie)
- 1990 – Rättvisans män (TV-serie)
- 1993 – Jason Goes to Hell: The Final Friday
- 1994 – T-Force
- 1994 – Mord, mina herrar (TV-serie)
- 1997–1998 – Baywatch (TV-serie)